# Фрідріх Карл фон Шенборн-Бухгайм
Фрі́дріх Карл фон Ше́нборн-Бу́хгайм (нім. Friedrich Karl von Schönborn-Buchheim, 3 березня 1674, Майнц, Священна Римська імперія — 26 липня 1746, Вюрцбург, Священна Римська імперія) — австрійський та німецький державний діяч, аристократ, віцеканцлер Священної Римської імперії (1705—1734), князь-єпископ бамберзький та вюрцбурзький. Великий землевласник комітату Береґ на Закарпатті.

## Ранні роки та освіта
Фрідріх Карл фон Шенборн народився 3 березня 1674 року в місті Майнц у родині державного міністра Майнцького курфюрства Мельхіора Фрідріха фон Шенборн-Бухгайма та його дружини Марії Анни Софії фон Бойнебург. Належав до шляхетного роду Шенборнів.
Здобув хорошу освіту, чому сприяв його дядько — майнцький курфюрст і архієпископ Лотар Франц фон Шенборн. З 1681 року навчався в єзуїтській колегії в Ашаффенбурзі. По її закінченню навчався разом зі старшим братом Йоганом Філіппом Францом у Вюрцбурзі, Майнці, Ашаффенбурзі та в Collegium Germanicum у Римі. Вирушив у гранд-тур, у ході якого відвідав Нідерланди, Англію та Францію. Здобуття вищої освіти завершив у паризькій Сорбонні.
З 1683 року Фрідріх Карл був каноніком у Вюрцбурзі, а з 1685 — у Бамбергу. 1701 року отримав малі чини. Згодом відправлений дядьком до Відня як посланець Майнцької архієпархії. 1704 року став каноніком Вюрцбурзького собору, а 1705 — Бамберзького.

## Віцеканцлер Священної Римської імперії
1705 року імператор Священної Римської імперії Йосиф I призначив Фрідріха Карла віцеканцлером імперії. На цій посаді Шенборн перебував до 1734 року. Пріоритетними завданнями Шенборна були запобігання впливу Пруссії у південнонімецьких державах, захист малих імперських станів, підвищення авторитету імперії. Шенборн сприяв Габсбургам у їхньому протистоянні з папою за вплив на церковні справи. У 1717—1719 роках Фрідріх Карл збудував у Відні будинок, де він займався державними справами як віцеканцлер і в якому наразі розміщено Федеральну канцелярію Австрії. Також Шенборн керував будівництвом крила імператорської канцелярії у Гофбурзі за проєктом Йоганна Лукаса фон Гільдебрандта. Як особисті й родинні резиденції Шенборн побудував палац Блауер Гоф і палац поблизу Геллерсдорфа.
1708 року Фрідріх Карл був призначений бамберзьким єпископом-коад'ютором. У ході виборів вюрцбурзького єпископа 1724 року Фрідріха Карла не було обрано через поганий авторитет його брата Йоганна Філіппа Франца. Натомість 1729 року на цю єпископську кафедру Шенборна обрали одноголосно. Того ж року у зв'язку зі смертю дядька Лотара Франца Фрідріх Карл був обраний бамберзьким єпископом.
Зі смертю дядька Фрідріх Карл успадкував значну частину його володінь, зокрема палац Вайсенштайн та землі в комітаті Береґ на Закарпатті. 5 лютого 1729 року імператор Карл VI передав у володіння Шенборна ще й замок Сент-Міклош у Чинадієві поблизу Мукачева. Відтак Фрідріх Карл, володіючи 2300 квадратними кілометрами землі в Береґу, став другим за площею володінь землевласником в Угорщині. 1730 року Фрідріх Карл видав переселенський патент, у якому закликав селян зі своїх єпископських володінь у Франконії переселятися на Закарпаття. Патент поклав початок першій хвилі німецької колонізації Закарпаття у XVIII столітті. Німецькі колоністи селилися в Мукачеві та навколишніх селах Верхній Коропець, Березинка, Паланок, Павшино та інші, їм надавалися певні привілеї, зокрема звільнення від податків на певний час.
Фрідріх Карл фон Шенборн виступав проти ухвалення Прагматичної санкції 1713 року. Згодом він став усе рідше з'являтися при імператорському дворі. Це спричинило зменшення його впливу на початку 1730-х років. 1734 року його звільнили з посади віцеканцлера.

## Останні роки
Після звільнення Фрідріх Карл фон Шенборн залишався вірним прихильником Габсбурзького дому, зокрема під час війни за австрійську спадщину 1740-х років. У жовтні 1744 року Шенборн виступив посередником у переговорах між ерцгерцогинею Марією Терезією з роду Габсбургів та імператором Карлом VII Віттельсбахом.
Від звільнення до смерті Фрідріх Карл проживав переважно у Вюрцбурзі, що був його улюбленою резиденцією. Під керівництвом Шенборна вюрцбурзький архітектор Бальтазар Нейман завершив будівництво Вюрцбурзької резиденції (розпочато братом Фрідріха Карла) й каплиці Шенборнів (Schönbornkapelle) у Вюрцбурзькому соборі. Також Нейман збудував для Шенборна літню резиденцію у Вернеку. Також 1740 року Шенборн придбав палац Баттяні у віденському Іннере-Штадті.
Своє автократичне правління у двох князівствах-єпископствах, бамберзькому й вюрцбурзькому, Шенборн присвятив реорганізації адміністративних, фінансових та освітніх аспектів. 1735 року Шенборн додав до Бамберзької академії факультети права й медицини і надав їй статус університету. 1743 року Шенборн оновив навчальні регуляції Вюрцбурзького університету. 1736 року Шенборн запровадив у Вюрцбурзі адорацію.
Фрідріх Карл фон Шенборн помер 26 липня 1746 року у Вюрцбурзі й був похований у каплиці Шенборнів Вюрцбурзького собору. Оскільки Фрідріх Карл не мав дітей і не був одружений, його володіння перейшли до родичів. Зокрема, землі в комітаті Береґ на Закарпатті перейшли до його племінника Ойгена-Ервіна.

## Вшанування пам'яті
1912 року Фрідріху Карлу фон Шенборну посмертно надали звання почесного громадянина Мукачева.
У Мукачеві існує вулиця Графа фон Шенборна.